# Вондерерс Спешиал Клаб
Вондерерс Спешиал Клаб або просто Вондерерс СК (англ. Wanderers Special Club) — колишній напівпрофесійний новозеландський футбольний клуб з міста Окленд, який виступав у прем'єр-лізі АСБ.

## Історія

### Рання історія
В середині 2012 року Футбольна Асоціація Нової Зеландії почала розглядати проект змін в регламенті АСБ Прем'єршипі, які протягом восьми років мали бути введені до регламенту турніру. Після завершення сезону 2012/13 років було прийнято рішення про призупинення дії ліцензії клубу Янг Харт Манавату останні три роки поспіль посідав останнє місце в національному чемпіонаті, здобувши лише 13 очок в останніх 42 матчах.

### Заснування клубу
Незважаючи на наявність численних проектів розширення ліги, найбільший футбольний орган Нової Зеландії вирішив не на той час розширити число учасників і Янг Харт Манавату і як заміна цьому клубу була додана команда з гравців молодіжної збірної Нової Зеландії U-20 під назвою «Вондерерс СК», а за рік до цього молодіжна команда U-17 з Північного острова приєдналася до АСБ Молодіжної ліги і розпочала свої виступи досить успішно, тому значна кількість гравців саме з цієї команди перейшла до «Вондерерс Спешиал Клаб». Одна з причин, через яку Футбольна асоціація Нової Зеландії прийняти це рішення, була ідея підвищити рівень молодіжної збірної Нової Зеландії U-20 напередодні чемпіонату світу з футболу 2015 року серед молодіжних збірних U-20, який мала приймати Нова Зеландії.

### Виступи клубу в національних чемпіонатах та його розформування
У першому ж сезоні клуб посів останнє місце, набравши всього п'ять очок в 14 матчах. Єдиний матч в якому клуб здобув перемогу (з рахунком 3:0) над Хоукіс Бей Юнайтед, хоч цей матч і завершився перемогою клубу з Нейперу, але Вондрерс здобули технічну перемогу через те, що у команди-суперниці у складі був гравець, який не був заявлений на цей матч. У наступному турнірі клуб здобув п'ять перемог, дві нічиї та дев'ять поразок в 16 матчах регулярної частини сезону, але посів 7-ме місце та не зміг пробитися до плей-оф національного чемпіонату.
По завершенні сезону 2014/15 років Вондерерс Спешиал Клаб припинив своє існування.

## Деякі статистичні дані
- Загальна кількість проведених сезонів у АСБ Прем'єршипі: 2
- Найкращий результат за підсумками регулярної частини сезону: 7-ме місце (2014/15)
- Найгірший результат за підсумками регулярної частини сезону: 8-ме місце (2013/14)
- Найкращий результат клубу в плей-оф національного чемпіонату: Не брав участі
- Найбільша перемога клубу в національному чемпіонаті:
  - 4-1 над Кентербері Юнайтед (2014/15)
- Найбільша поразка клубу в національному чемпіонаті:
  - 1-6 від Уайтакере Юнайтед (2013/14)

## Статистика гравців клубу

### Бомбардири
| # | Гравець           | Роки                    | Голів (Іг.) | Середня результативність |
| - | ----------------- | ----------------------- | ----------- | ------------------------ |
| 1 | Андре де Йонг     | 2013 - 2015             | 6 (29)      | 0,20                     |
| 2 | Джадд Бейкер      | 2013 - 2015             | 4 (14)      | 0,28                     |
| 3 | Клейтон Льюїс     | 2014 - 2015             | 3 (11)      | 0,27                     |
| 4 | Стюарт Хольтхазен | 2013 - 2014 2014 - 2015 | 3 (14)      | 0,21                     |
| 5 | Елайя Ніблітт     | 2013 - 2015             | 2 (7)       | 0,28                     |
| 6 | Майкл ден Хеієр   | 2013 - 2014             | 2 (13)      | 0,15                     |

### Гравці, які зіграли найбільшу кіькість матчів у клубі
| # | Ім'я            | Період                  | Матчів | Голи |
| - | --------------- | ----------------------- | ------ | ---- |
| 1 | Андре де Йонг   | 2013 - 2015             | 29     | 6    |
| 2 | Діклен Вайн     | 2013 - 2015             | 26     | 0    |
| 3 | Адам Мітчелл    | 2013 - 2015             | 23     | 2    |
| 4 | Брок Мессенджер | 2013 - 2014 2014 - 2015 | 20     | 2    |
| 5 | Фінн Кочрен     | 2013 - 2015             | 19     | 2    |
| 6 | Нік Сагдін      | 2013 - 2015             | 17     | 1    |